# Ticià el Jove
Ticià el Jove (en llatí: Titianus) va ser un retòric romà fill de Juli Ticià.
Va escriure diverses obres de les quals la més destacada és Apologi o Faules, una traducció de les faules d'Isop i enviada per Ausoni a Valeri Probe. L'autor és anomenat "Fandi Titianus artifex".